# Chirostomias pliopterus
Chirostomias pliopterus és una espècie de peix de la família dels estòmids i de l'ordre dels estomiformes.

## Morfologia
- Els mascles poden assolir 20,5 cm de longitud total.[2][3]

## Hàbitat
És un peix marí i d'aigües profundes que viu fins als 500 m de fondària.

## Distribució geogràfica
Es troba a l'Atlàntic oriental (des de la península Ibèrica fins a Mauritània) i l'Atlàntic occidental (des del Canadà i els Estats Units fins a Cuba).